# Fallout from the Phil Zone
Fallout from the Phil Zone je dvojdisková kompilace složená z koncertních nahrávek skupiny Grateful Dead. Album vyšlo 17. června 1997 u Grateful Dead Records.

## Seznam skladeb
| Disk 1 | Disk 1                | Disk 1                          | Disk 1 |
| Pořadí | Název                 | Autor                           | Délka  |
| ------ | --------------------- | ------------------------------- | ------ |
| 1.     | Dancing in the Street | Gaye, Ivy Joe Hunter, Stevenson | 11:44  |
| 2.     | New Speedway Boogie   | R. Hunter, Garcia               | 8:08   |
| 3.     | Viola Lee Blues       | Lewis                           | 19:46  |
| 4.     | Easy Wind             | R. Hunter                       | 8:06   |
| 5.     | Mason's Children      | R. Hunter, Garcia, Lesh, Weir   | 6:09   |
| 6.     | Hard to Handle        | Isbell, Jones, Redding          | 7:36   |

| Disk 2 | Disk 2                  | Disk 2                    | Disk 2 |
| Pořadí | Název                   | Autor                     | Délka  |
| ------ | ----------------------- | ------------------------- | ------ |
| 1.     | The Music Never Stopped | Barlow, Weir              | 8:56   |
| 2.     | Jack-A-Roe              | trad., arr. Grateful Dead | 5:55   |
| 3.     | In the Midnight Hour    | Cropper, Pickett          | 31:53  |
| 4.     | Visions of Johanna      | Dylan                     | 10:26  |
| 5.     | Box of Rain             | R. Hunter, Lesh           | 5:13   |

## Sestava
- Jerry Garcia - sólová kytara, zpěv
- Bob Weir - rytmická kytara, zpěv
- Phil Lesh - basová kytara, zpěv
- Ron „Pigpen“ McKernan - harmonika, varhany, zpěv
- Tom Constanten - varhany
- Brent Mydland - klávesy
- Keith Godchaux - piáno
- Vince Welnick - klávesy
- Bill Kreutzmann - bicí
- Mickey Hart - bicí